# Saison 4 de Rookie Blue
Chronologie
Saison 3 Saison 5
Cet article présente les épisodes de la quatrième saison de la série télévisée canadienne Rookie Blue.

## Généralités
- Cette quatrième saison est composée de treize épisodes.

## Distribution de la saison

### Acteurs principaux
- Missy Peregrym (VF : Christine Bellier) : Andy McNally
- Gregory Smith (VF : Hervé Rey) : Dov Epstein
- Charlotte Sullivan (VF : Pamela Ravassard) : Gail Peck
- Enuka Okuma (VF : Alice Taurand) : Traci Nash
- Travis Milne (VF : Alexandre Guansé) : Chris Diaz
- Peter Mooney (VF : Stéphane Pouplard) : Nick Collins
- Ben Bass (VF : Patrick Mancini) : Sam Swarek
- Priscilla Faia (VF : Edwige Lemoine) : Chloe Price[1]
- Rachael Ancheril (VF : Céline Melloul) : Marlo Cruz[1]
- Matt Gordon (en) (VF : Pascal Montségur) : Oliver Shaw
- Lyriq Bent (VF : Daniel Lobé) : Frank Best

### Acteurs récurrents et invités
- Adam MacDonald : Steve Peck
- Aliyah O'Brien : Holly Stewart
- Eric Johnson (VF : Benjamin Egner) : Détective Luke Callaghan
- Emily Hampshire : Celery
- Michael Cram : Kevin Ford
- Melanie Nicholls-King (en) (VF : Zaïra Benbadis) : Noelle Williams (épisodes 2 et 8)

## Épisodes

### Épisode 1:Surprises
- Canada /  États-Unis : 23 mai 2013 sur Global / ABC[2]
- France : 21 octobre 2013 sur 13ème rue
- Québec : 10 avril 2014 sur AddikTV
- Belgique : 27 janvier 2015 sur La Deux

- Canada : 1,157 million de téléspectateurs[3]
- États-Unis : 5,99 millions de téléspectateurs[4]

- Louis Ferreira (Jacob Blackstone)
- Tyler Hynes (Von)
- Matthew Bennett (Simon Dent)
- Brendee Green (Denise)

### Épisode 2:Un retour difficile
- Canada /  États-Unis : 30 mai 2013 sur Global / ABC
- France : 21 octobre 2013 sur 13ème rue
- Québec : 17 avril 2014 sur AddikTV
- Belgique : 27 janvier 2015 sur La Deux

- Canada : 1,181 million de téléspectateurs[5]
- États-Unis : 5,91 millions de téléspectateurs[6]

- Melanie Nicholls-King (Noelle Williams)
- Rachel Wilson (Cynthia Thorpe)
- Grant Nickalls (Kevin Shaffer)
- Cristina Rosato (Francesca)
- Andrew Kraulis (Tim McRae)

### Épisode 3:De nouvelles amitiés
- Canada /  États-Unis : 27 juin 2013 sur Global / ABC
- France : 21 octobre 2013 sur 13ème rue
- Québec : 24 avril 2014 sur AddikTV
- Belgique : 3 février 2015 sur La Deux

- Canada : 1,042 million de téléspectateurs[7]
- États-Unis : 5,18 millions de téléspectateurs[8]

- Jane Sowerby (Wanda Starkes)

### Épisode 4:Jeunesse en détresse
- Canada /  États-Unis : 11 juillet 2013 sur Global / ABC
- France : 28 octobre 2013 sur 13ème rue
- Québec : 1er mai 2014 sur AddikTV
- Belgique : 10 février 2015 sur La Deux

- Canada : 1,278 million de téléspectateurs[9]
- États-Unis : 5,24 millions de téléspectateurs[10]

- Katy Grabstas (Alex)
- Michael Mando (Cesar Alvarez)
- Amy Lalonde (Monica Dunn)

### Épisode 5:Substances toxiques
- Canada /  États-Unis : 18 juillet 2013 sur Global / ABC
- France : 28 octobre 2013 sur 13ème rue
- Québec : 8 mai 2014 sur AddikTV
- Belgique : 10 février 2015 sur La Deux

- Canada : 1,226 million de téléspectateurs[11]
- États-Unis : 5,24 millions de téléspectateurs[12]

- Louis Ferreira (Jacob Blackstone)
- Rick Roberts (Trevor Bennett)
- Jim Annan (Howard)
- Julian Richings (Cedric)

### Épisode 6:Fantômes du passé
- Canada /  États-Unis : 25 juillet 2013 sur Global / ABC
- France : 4 novembre 2013 sur 13ème rue
- Québec : 15 mai 2014 sur AddikTV
- Belgique : 17 février 2015 sur La Deux

- Canada : 1,205 million de téléspectateurs[13]
- États-Unis : 5,63 millions de téléspectateurs[14]

- Eric Johnson (Détective Luke Callaghan)
- Adam MacDonald (Steve Peck)
- Ben Carlson (Ross Perik)
- Bruce Hunter (David Finn)

### Épisode 7:Vendredi 13
- Canada /  États-Unis : 1er août 2013 sur Global / ABC
- France : 4 novembre 2013 sur 13ème rue
- Québec : 22 mai 2014 sur AddikTV

- Canada : 1,336 million de téléspectateurs[15]
- États-Unis : 5,12 millions de téléspectateurs[16]

- Adam MacDonald (Steve Peck)
- Emily Hampshire (Celery)
- Aliyah O'Brien (Holly)
- Al Sapienza (Charlie Walsh)

### Épisode 8:Pour le meilleur et pour le pire
- Canada /  États-Unis : 8 août 2013 sur Global / ABC
- France : 11 novembre 2013 sur 13ème rue
- Québec : 29 mai 2014 sur AddikTV

- Canada : 1,244 million de téléspectateurs[17]
- États-Unis : 4,5 millions de téléspectateurs[18]

- Melanie Nicholls-King (Noelle Williams)
- Adam MacDonald (Steve Peck)
- Emily Hampshire (Celery)
- Stacy Smith (Zoe Shaw)
- Aliyah O'Brien (Holly)
- Eric Peterson (Archie)
- Linda Thorson (Eleanor)
- Jack Daniel Wells (Walter)
- Richard Donat (en) (Graham)

### Épisode 9:Les Liens du sang
- Canada /  États-Unis : 15 août 2013 sur Global / ABC
- France : 11 novembre 2013 sur 13ème rue
- Québec : 5 juin 2014 sur AddikTV

- Canada : 1,192 million de téléspectateurs[19]
- États-Unis : 4,67 millions de téléspectateurs[20]

- Brendee Green (Denise)
- Michael Cram (Kevin Ford)
- Aliyah O'Brien (Holly)
- Christopher Jacot (en) (Gene Mackenzie)

### Épisode 10:Mises au point
- Canada /  États-Unis : 22 août 2013 sur Global / ABC
- France : 18 novembre 2013 sur 13ème rue
- Québec : 12 juin 2014 sur AddikTV

- Canada : 1,165 million de téléspectateurs[21]
- États-Unis : 5,13 millions de téléspectateurs[22]

- Adam MacDonald (Steve Peck)
- Aliyah O'Brien (Holly)
- Doug Smith (Chuck)

### Épisode 11:Dilemme
- Canada /  États-Unis : 29 août 2013 sur Global / ABC
- France : 18 novembre 2013 sur 13ème rue
- Québec : 19 juin 2014 sur AddikTV

- Canada : 1,196 million de téléspectateurs[23]
- États-Unis : 4,42 millions de téléspectateurs[24]

- Eric Johnson (Luke Callaghan)
- Michael Cram (Kevin Ford)
- Adam MacDonald (Steve Peck)

### Épisode 12:Dans la ligne de mire
- Canada /  États-Unis : 5 septembre 2013 sur Global / ABC
- France : 25 novembre 2013 sur 13ème rue
- Québec : 26 juin 2014 sur AddikTV

- Canada : 1,099 million de téléspectateurs[25]
- États-Unis : 4,24 millions de téléspectateurs[26]

- Clé Bennett (Wesley Cole)
- Eric Johnson (Luke Callaghan)
- Emily Hampshire (Celery)
- Aliyah O'Brien (Holly)
- Michael Cram (Kevin Ford)
- Adam MacDonald (Steve Peck)

### Épisode 13:Règlement de comptes
- Canada /  États-Unis : 12 septembre 2013 sur Global / ABC
- France : 25 novembre 2013 sur 13ème rue
- Québec : 3 juillet 2014 sur AddikTV

- Canada : 1,323 million de téléspectateurs[27]
- États-Unis : 4,71 millions de téléspectateurs[28]

- Adam MacDonald (Steve Peck)
- Eric Johnson (Luke Callaghan)
- Emily Hampshire (Celery)
- Aliyah O'Brien (Holly)
- Clé Bennett (Wesley Cole)
- Michael Cram (Kevin Ford)
- Jim Codrington (ETF Bailey)

Toute la division 15 est à la recherche d'Oliver, enlevé par Kevin Ford.
En interrogeant le frère de Kevin, Traci et Luke découvre que les deux frères ont été violentés par leur père étant enfants et que, juste avant d'abuser d'eux, ils les emmenaient dans une église. Toute la division part pour l'église délivrer Oliver mais Kevin Ford n'est plus là.
Dov et le mari de Chloé se disputent car celui-ci ne veut pas que Chloé se fasse opérer et il demande à Dov de partir.
Nick et Marlo, qui sont restés au commissariat, revoient l'affaire de la disparition du jeune Marcus Hartley. Sam avoue ses sentiments à Andy et, quand ils sortent du commissariat, découvrent la voiture d'Oliver que Kevin Ford avait prise. Ils comprennent que celui-ci est revenu au commissariat et le cherchent.
Quand Sam le trouve, Kevin lui tire dessus et Nick tue Kevin.
Dans l'ambulance, Andy avoue à Sam qu'elle l'aime.
Marlo comprend qu'elle s'est trompée de cible car c'est le frère de Kevin le coupable pour le petit Marcus Hartley.  Elle se voit congédiée par Luke.  Elle fait donc son sac et vide son casier.
À l'hôpital l'équipe attend des nouvelles de Sam.
Gail présente Holly (qu'elle a enfin embrassé) à son frère.